# Иностранный капитал в экономике Италии

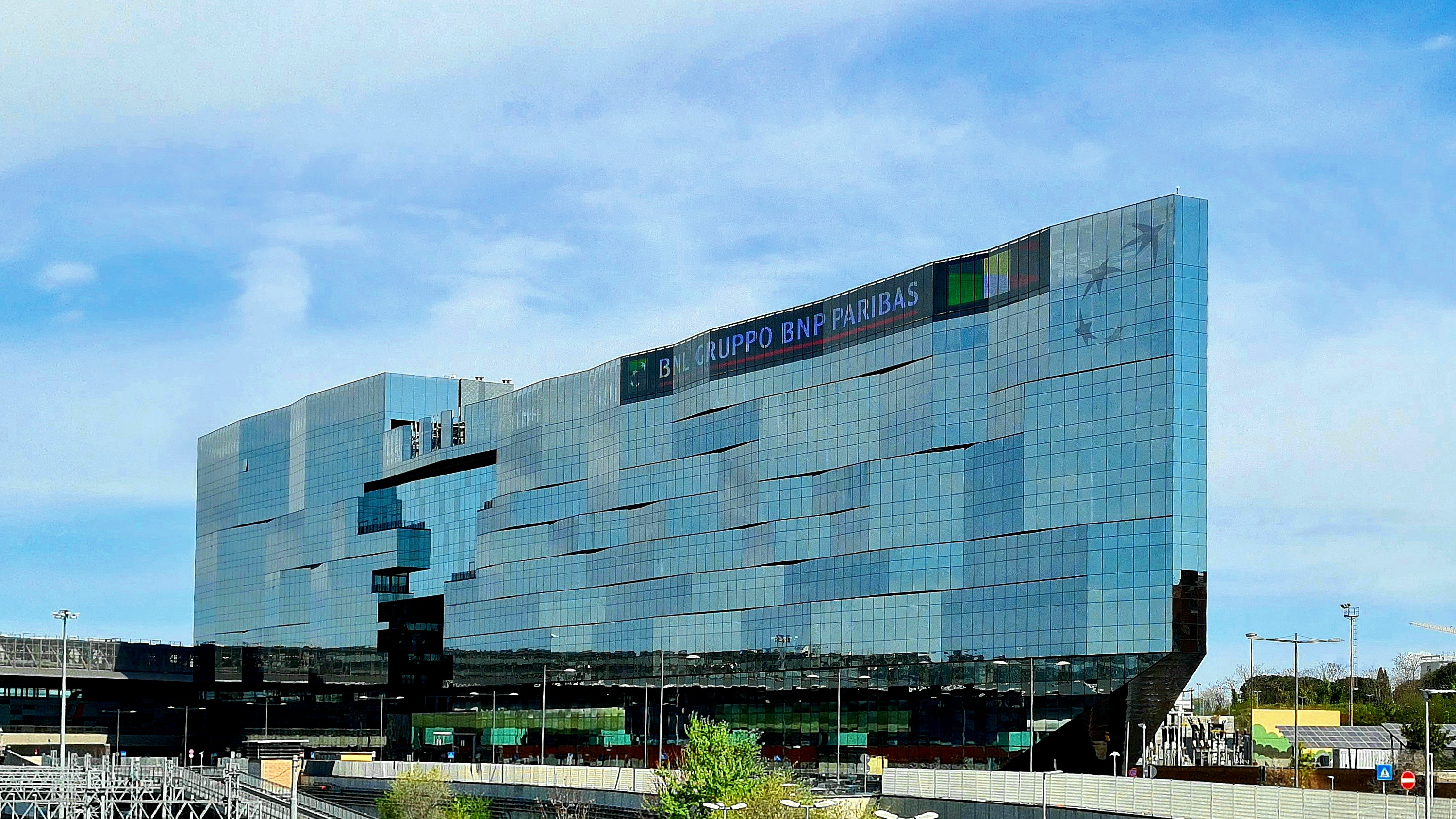
Римская штаб-квартира Banca Nazionale del Lavoro — крупнейшего иностранного банка в Италии

Экономика Италии занимает третье место в Европейском союзе и восьмое место в мире, однако в рейтинге мировой конкурентоспособности страна находится на 41-м месте. По состоянию на 2021 год общий объём прямых иностранных инвестиций в Италию составлял 454 млрд долларов. Крупнейшими иностранными инвесторами в итальянскую экономику являются Франция, США, Германия и Великобритания, на которые приходится почти половина всех иностранных инвестиций. На иностранные компании приходится около 18 % ВВП Италии и 14 % от всех инвестиций в экономику. Большинство новых инвестиций направляется в сектора программного обеспечения, информационных технологий, транспорта, логистики и услуг B2B.

## Общие сведения
Начиная с 2000 года ежегодный приток иностранных инвестиций в экономику Италии превышал 10 млрд долл., за исключением кризисного 2008 года, когда отток составил 9,5 млрд долл., и кризисного 2012 года (+ 0,03 млрд долл.); наиболее удачными были 2007 год (+ 65,98 млрд долл.), 2006 год (+ 57 млрд долл.), 2018 год (+ 44,25 млрд долл.), 2005 год (+ 36,76 млрд долл.), 2011 год (+ 34,47 млрд долл.) и 2019 год (+ 31,19 млрд долл.). Пандемия COVID-19 привела к тому, что в 2020 году отток иностранных инвестиций из Италии составил 22,09 млрд долл., однако уже в 2021 году экономика восстановилась и иностранные инвестиции составили 14,33 млрд долларов.
Крупнейшими получателями прямых иностранных инвестиций являются обрабатывающая промышленность (29,1 %), профессиональная, научная и техническая деятельность (15 %), информация и связь (10,9 %), финансовая и страховая деятельность (9,8 %), оптовая и розничная торговля (8,8 %). В региональной структуре иностранных инвестиций с большим отрывом лидирует Ломбардия, за которой следуют регионы Лацио, Венето, Эмилия-Романья, Пьемонт, Тоскана и Кампания.
Крупнейшими иностранными компаниями Италии по величине оборота являются нидерландские Exor, Stellantis и Tamoil, французские BNP Paribas и EDF / Edison, немецкие Allianz, Lidl и Volkswagen, британская Vodafone, американская Amazon, гонконгская CK Hutchison Holdings / Wind Tre, кувейтская Kuwait Petroleum и алжирская Sonatrach.

## Банковский сектор

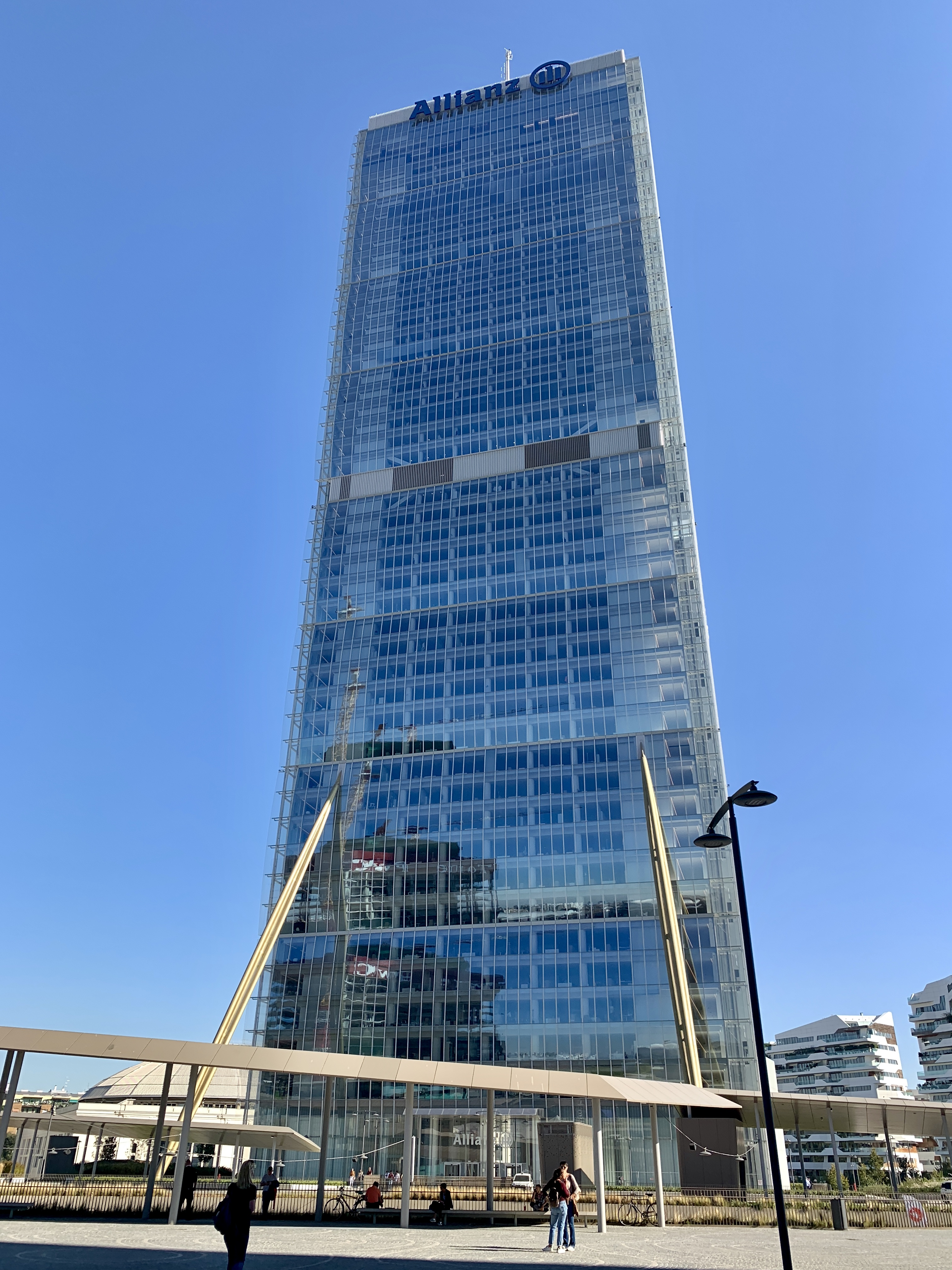
Миланский офис страховой компании Allianz

В двадцатку крупнейших банков Италии по величине активов входят три иностранных банка — Banca Nazionale del Lavoro расположен на 7-м месте (входит в состав французской группы BNP Paribas), Crédit Agricole Italia расположен на 9-м месте (входит в состав французской группы Crédit Agricole) и Deutsche Bank SPA расположен на 13-м месте (входит в состав немецкой группы Deutsche Bank).
FCA Bank является совместным предприятием Stellantis и Crédit Agricole. Значительные интересы в Италии также имеют испанские Grupo Santander и BBVA, французский Société Générale, немецкий Allianz Bank, нидерландский ING, американские State Street Bank и JPMorgan Chase, британские HSBC, Barclays и Standard Chartered, швейцарский UBS и китайский Bank of China.
Значительными институциональными инвесторами крупнейшей итальянской банковской группы Intesa Sanpaolo являются американские компании The Vanguard Group (2,34 %) и Harris Associates (1,19 %), французская компания Amundi Asset Management (1,7 %), норвежская компания Norges Bank Investment Management (1,44 %) и британская компания Schroder Investment Management (1,18 %).
Во второй по величине итальянской банковской группе UniCredit значительными институциональными инвесторами являются британская компания Parvus Asset Management (4,71 %), немецкая компания Allianz (3,59 %), норвежская компания Norges Bank Investment Management (2,91 %), американские компании The Vanguard Group (2,66 %), BlackRock (1,88 %) и Capital Research & Management (1,69 %), эмиратская Mubadala Investment Company (2,32 %) и французская компания Amundi Asset Management (1,28 %).

## Страхование

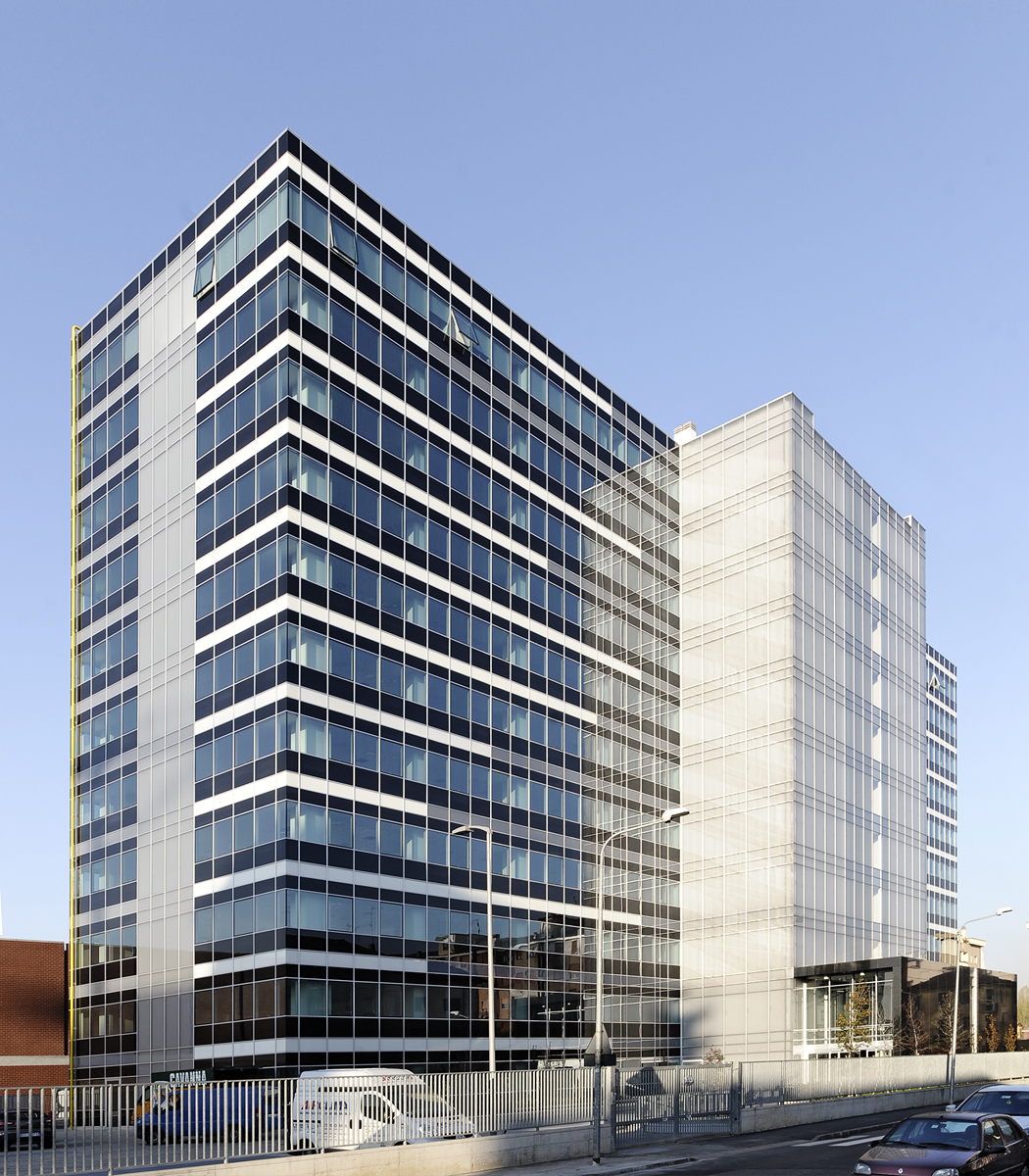
Миланский офис страховой компании Aviva

В число крупнейших страховых и перестраховочных компаний Италии входят Allianz (Германия), Aviva (Великобритания), AXA (Франция), Crédit Agricole Vita (Франция), Zurich Insurance Group (Швейцария), Cardif (Франция), Aon (Ирландия) и Helvetia Insurance (Швейцария). Компания CNP UniCredit Vita является совместным предприятием французской CNP Assurances и итальянской UniCredit. Также в Италии представлены французские компании Groupama и Covéa, немецкие компании Munich Re и Talanx.
Значительными институциональными инвесторами крупнейшей итальянской страховой группы Assicurazioni Generali являются американские компании The Vanguard Group (2,37 %) и Thornburg Investment Management (1,09 %), а также норвежский Norges Bank (1,43 %). Во второй по величине итальянской страховой группе Unipol значительными институциональными инвесторами являются американские компании Dimensional Fund Advisors (2,16 %) и The Vanguard Group (1,68 %), а также норвежский Norges Bank (1,95 %).

## Транспорт и логистика

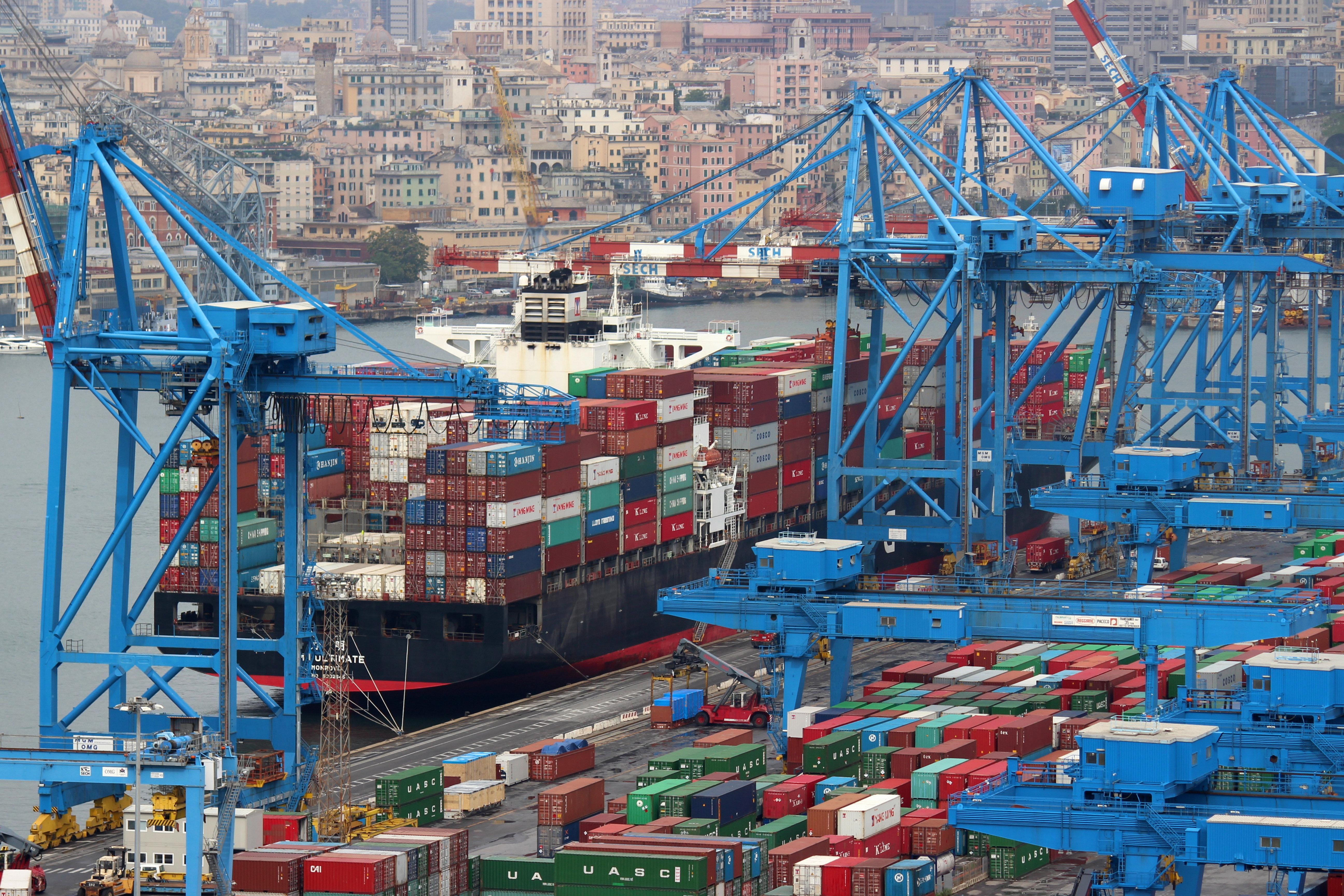
Контейнеровоз тайваньской компании Yang Ming Marine Transport в порту Генуи

В сфере морских контейнерных перевозок доминируют компании MSC (Швейцария), Maersk (Дания), CMA CGM (Франция), Hapag Lloyd (Германия), Evergreen Group / Italia Marittima (Тайвань), HMM (Южная Корея), ZIM (Израиль), China COSCO Shipping (Китай), Yang Ming Marine Transport (Тайвань), Ocean Network Express (Япония — Сингапур) и Arkas Line (Турция). В сфере круизных перевозок лидирует Costa Crociere (Генуя), входящая в состав британско-американской группы Carnival; в сфере паромных перевозок влиятельны Grandi Navi Veloci (Генуя) и Società Navigazione Alta Velocità (Неаполь), входящие в состав швейцарской MSC, а также European Seaways (Греция), Ventouris Ferries (Греция), SNCM (Франция) и Virtu Ferries (Мальта).
Широкие сети сортировочных центров и складов имеют в Италии компании Amazon, United Parcel Service и FedEx (США), TNT Express (Нидерланды), DHL и Schenker (Германия), Kuehne + Nagel и Access World (Швейцария), Maersk и DSV (Дания), CEVA Logistics и Bolloré (Франция).
В сфере пассажирских и грузовых авиаперевозок действуют компании ITA Airways (41 % акций принадлежит немецкой группы Lufthansa), Air Dolomiti (входит в состав немецкой группы Lufthansa) и Cargolux Italia (входит в состав люксембургской группы Cargolux).

## Телекоммуникации

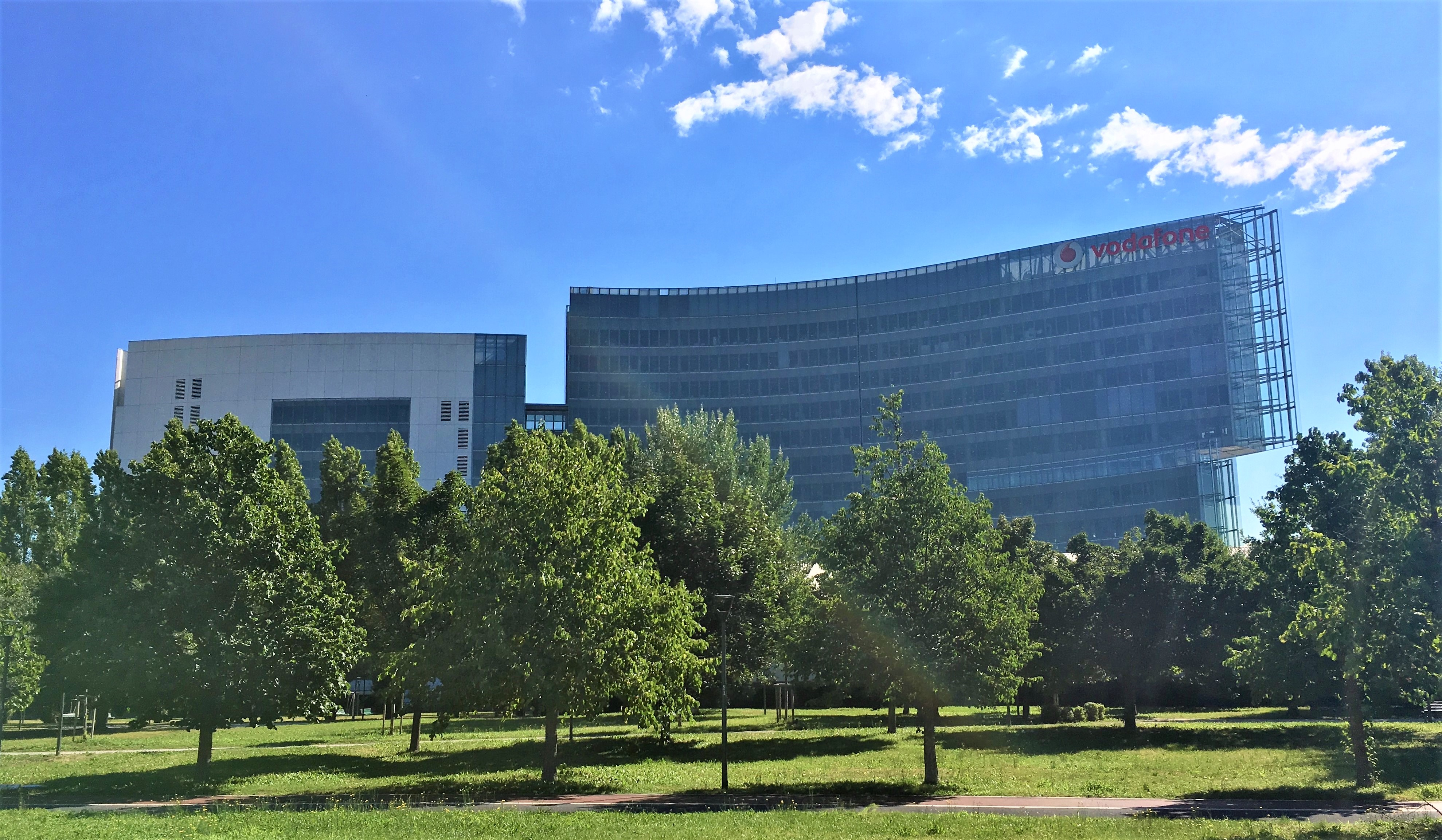
Миланская штаб-квартира Vodafone Italy

На итальянском рынке мобильной и фиксированной связи и мобильного интернета доминируют четыре компании — Gruppo TIM (крупнейшим акционером является французский конгломерат Vivendi), Vodafone Italy (входит в состав британской группы Vodafone), Wind Tre (входит в состав гонконгской группы CK Hutchison Holdings) и Iliad Italia (входит в состав французской группы Iliad SA).
Среди других телекоммуникационных компаний выделяются Fastweb (входит в состав швейцарской группы Swisscom), BT Italia (входит в состав британской BT Group), Infrastrutture Wireless Italiane (совместное предприятие Gruppo TIM и Vodafone), Vodafone Enabler Italia / ho-mobile (входит в состав британской группы Vodafone) и Digi Mobil (входит в состав румынской Digi Communications).

## Информационные технологии

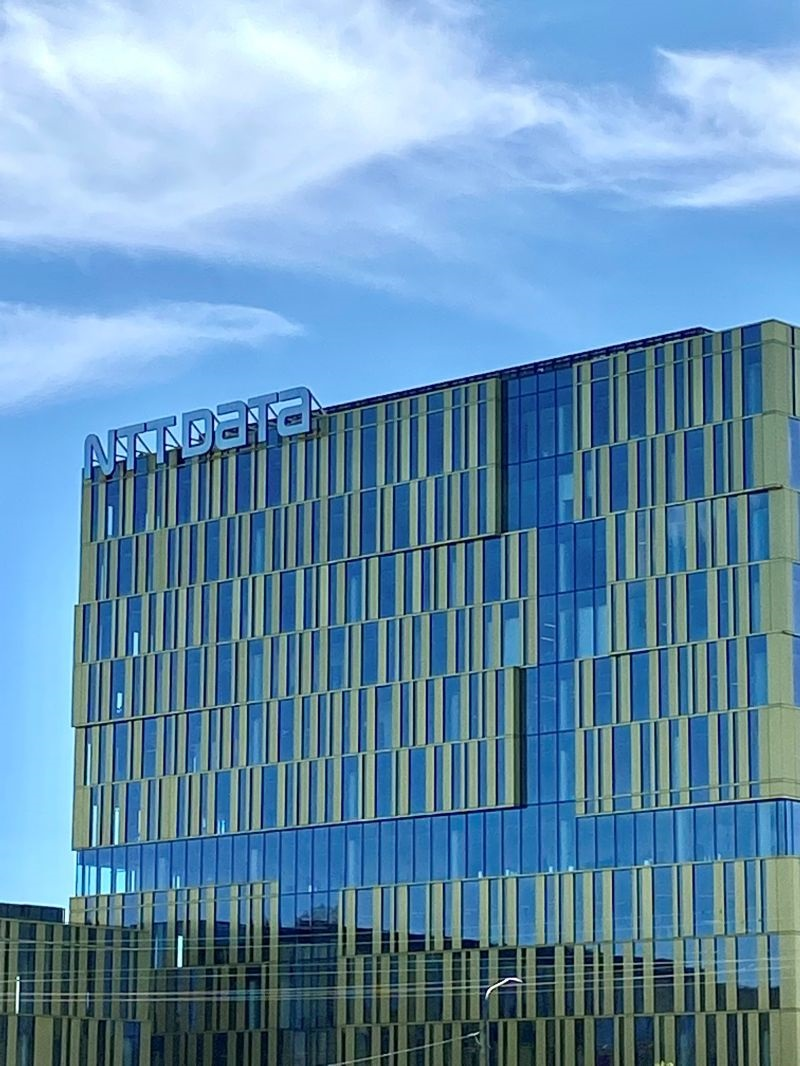
Миланский офис NTT Data

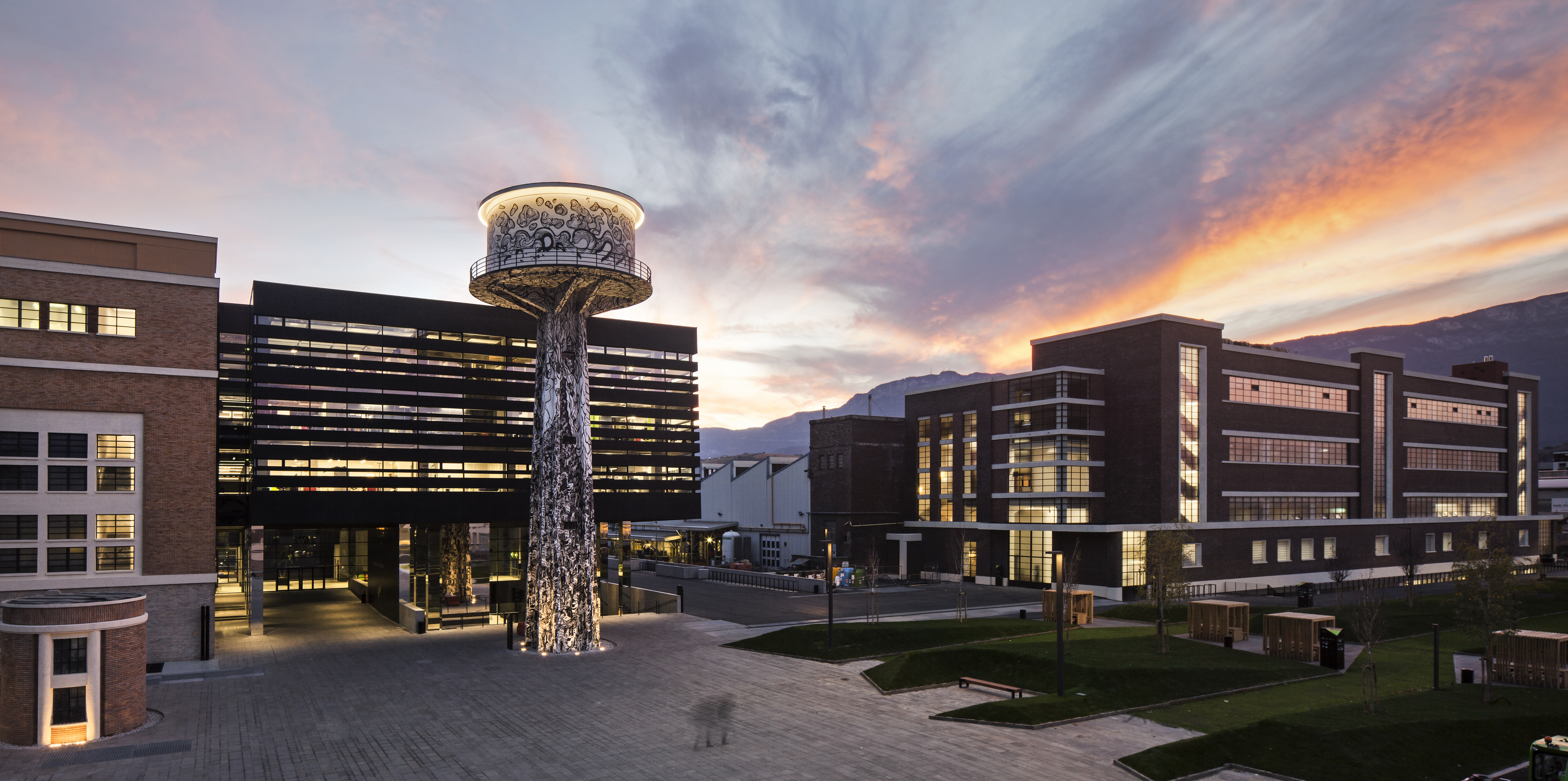
NOI Techpark в Больцано

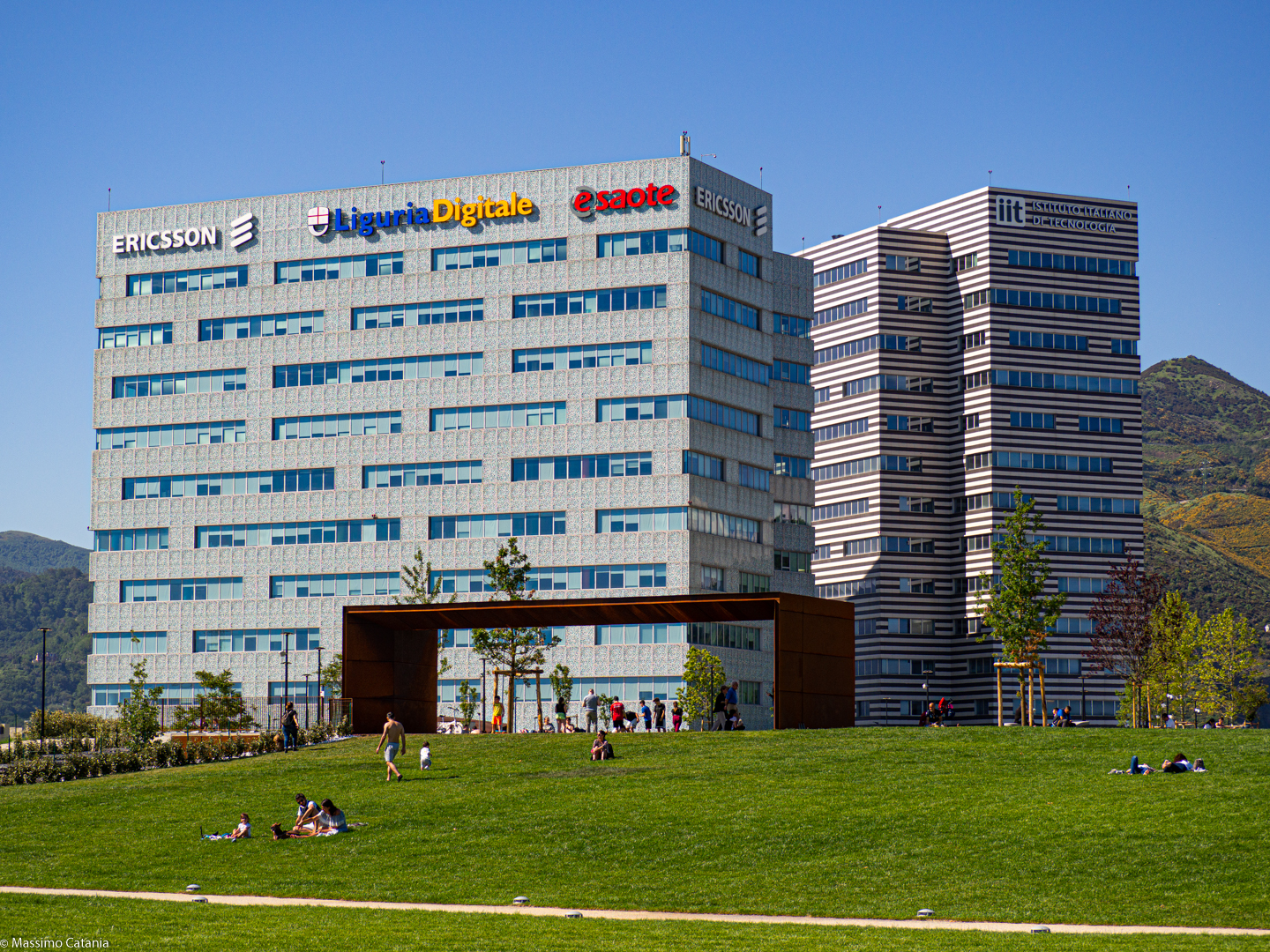
GREAT Campus в Генуе

Крупнейшими компаниями в сфере компьютерного оборудования, программного обеспечения, интерграции, видеоигр, компьютерной безопасности, облачных услуг, обработки больших данных, ИТ-консалтинга, аутсорсинга, цифрового маркетинга, веб-дизайна и других информационных технологий являются Accenture (Ирландия), IBM, GE Digital, Tech Data Corporation, Microsoft, Cisco, Oracle, Electronic Data Systems, DXC Technology и Dell (США), SAP (Германия), NTT Data и Sony Interactive Entertainment (Япония), PricewaterhouseCoopers (Великобритания), Capgemini, Atos и ALTEN (Франция), Indra Sistemas (Испания), Logitech (Швейцария), Acer / Olidata (Тайвань), Ericsson, Embracer Group и Transcom Worldwide (Швеция), Zealous System и Infinite Open Source Solutions (Индия), DEK Technologies (Австралия), Innowise Group (Польша) и Imaginary Cloud (Португалия).
Основные иностранные инвестиции в секторе сконцентрированы в следующих технопарках:
- Environment Park (Турин)
- Science and Technology Park Tecnogranda (Дронеро)
- Bioindustry Park Silvano Fumero (Коллеретто-Джакоза)
- Science and Technology Park GREAT Campus (Генуя)
- MIND — Milano Innovation District (Милан)
- ComoNExT Innovation Hub (Ломаццо)
- Science and Technology Park Kilomentro Rosso (Стеццано)
- Science and Technology Park Servitec (Дальмине)
- Padano Technology Park (Лоди)
- NOI Techpark (Больцано)
- VEGA — Venice Gateway for Science and Technology (Венеция)
- Science and Technology Park Galileo (Падуя)
- Star Science Park (Верона)
- AREA Science Park (Триест)
- Science and Technology Park Luigi Danieli (Удине)
- Toscana Life Sciences (Сиена)
- Technology Park of Navacchio (Кашина)
- ROAD — Rome Advanced District (Рим)
- Technology Park Tecnopolo (Рим)
- Technology Park Pa.L.Mer (Латина)
- Idis-Città della Scienza (Неаполь)
- Technology Park TechNapoli (Поццуоли)
- Science and Technology Park (Салерно)
- Science and Technology Park Tecnopolis (Валенцано)
- CalabriaInnova (Сеттинджано)
- Science and Technology Park CALPARK (Ренде)
- Science and Technology Park Magna Graecia (Кротоне)
- Science and Technology Park Sicilia (Катания)
- Technology Park Sardegna (Пула)

## Автомобильный сектор

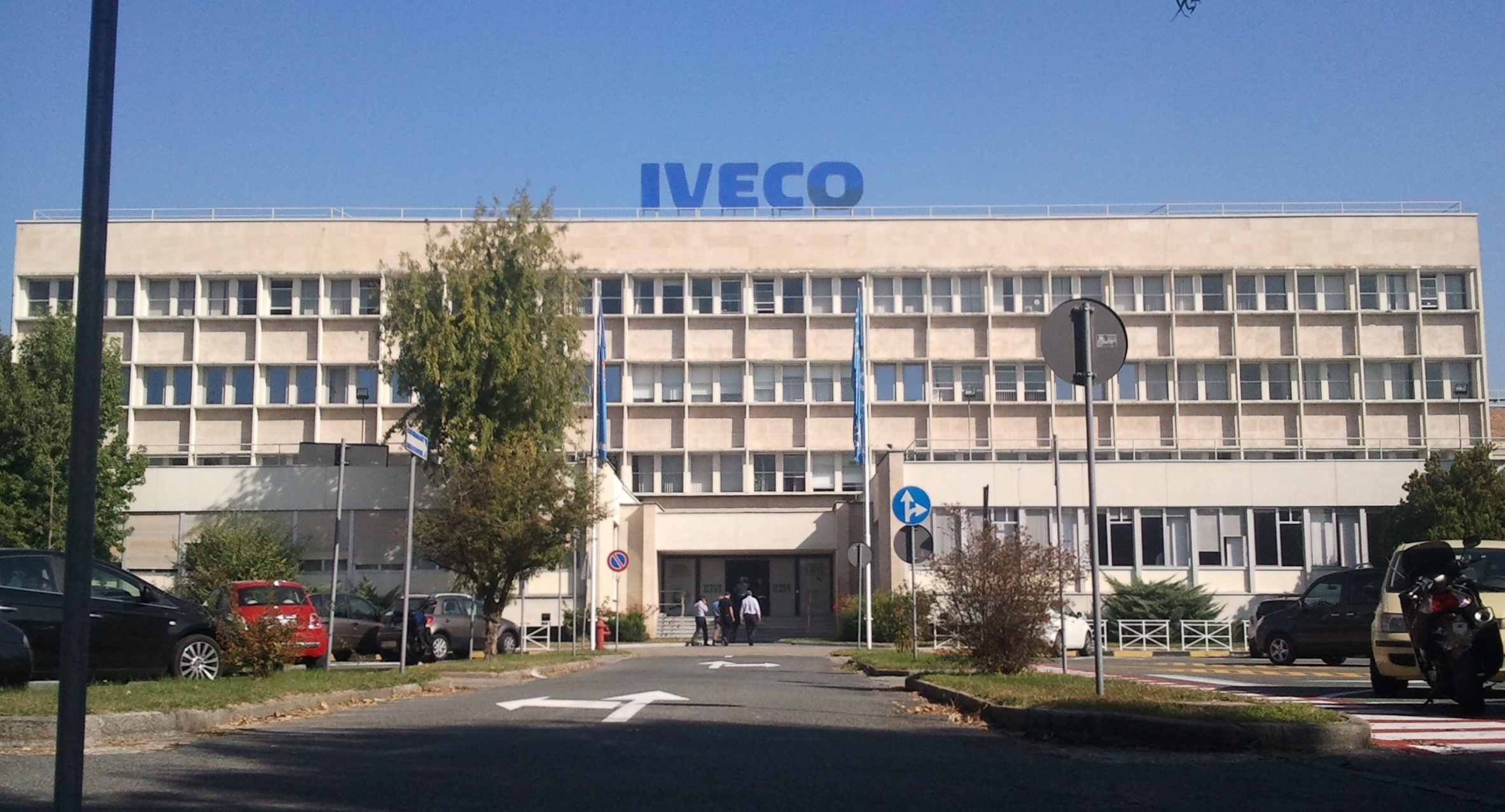
Туринская штаб-квартира Iveco

Франко-итальянская группа Stellantis, базирующаяся в Нидерландах, является крупнейшей автомобилестроительной компанией Италии. Ей принадлежат бренды Fiat, Alfa Romeo, Lancia, Maserati и Abarth. Предприятия группы расположены в городах Турин, Модена, Пьедимонте-Сан-Джермано, Атесса, Помильяно-д’Арко и Мельфи. Крупнейшими акционерами Stellantis являются нидерландская группа Exor (14,3 %), французская семья Пежо (7,13 %), французский банк Bpifrance (6,13 %), китайская компания Dongfeng Motor (3,16 %), французская компания Amundi Asset Management (2,71 %), американские компании Tiger Global Management (2,39 %), The Vanguard Group (1,73 %), Dodge & Cox (1,1 %) и Arrowstreet Capital (1,05 %).
Нидерландская группа Exor, входящая в орбиту итальянской семьи Аньелли, также контролирует производителя грузовиков и автобусов Iveco (Турин), производителя спортивных машин Ferrari (Маранелло) и британско-нидерландскую корпорацию CNH Industrial, в состав которой входит производитель сельскохозяйственной техники New Holland Agriculture (Турин). Немецкая Volkswagen Group контролирует производителя спортивных машин Lamborghini (Сант-Агата-Болоньезе), а индийская группа Mahindra & Mahindra контролирует дизайнерскую компанию Pininfarina (Камбьяно), которая разрабатывает кузова и электромобили.
В секторе производства автомобильных комплектующих работают компании Pirelli (контролируется китайской группой Sinochem Holdings), Marelli Holdings (контролируется американской компанией Kohlberg Kravis Roberts), Robert Bosch Italia (входит в состав немецкой группы Bosch), Dana Italia (входит в состав американской группы Dana Incorporated), Lear Italia (входит в состав американской группы Lear Corporation), Magna Powertrain Italia (входит в состав канадской группы Magna International), FIAMM Energy Technology (входит в состав японской группы Showa Denko Materials), ITT Italia (входит в состав американской группы ITT Corporation), Dayco Europe (входит в состав американской группы Dayco Products), Faurecia Italy (входит в состав французской группы Faurecia), Continental Brakes Italy (входит в состав немецкой группы Continental), ZF Automotive Italia (входит в состав немецкой группы ZF), Webasto Italia (входит в состав немецкой группы Webasto), Federal-Mogul Powertrain Italy (входит в состав американской группы Federal-Mogul), Titan Italia (входит в состав американской группы Titan Tire Corporation), BorgWarner Italia (входит в состав американской группы BorgWarner), Joyson Safety Systems (входит в состав китайской группы Joyson Electronics), HI-LEX Italy (входит в состав японской группы HI-LEX Corporation).
Производитель альковенов SEA Group (Тривольцио) входит в состав французской группы Trigano, производитель альковенов Giottiline (Колле-ди-Валь-д’Эльса) — в состав французской группы Rapido. Американская группа Ford контролирует дизайнерскую фирму Vignale (Турин). Акционером производителя самосвалов Perlini (Галеата) является китайская группа XCMG.

## Электроэнергетика
Значительными институциональными инвесторами крупнейшей итальянской энергетической группы Enel являются американские компании The Vanguard Group (2,09 %), BlackRock (1,76 %) и Capital Research & Management (1,28 %), а также норвежский Norges Bank (1,84 %). Другими энергетическими компаниями Италии являются Edison (входит в состав французской группы EDF), Alpiq Energia Italia (входит в состав швейцарской группы Alpiq) и Iberdrola Italia (входит в состав испанской группы Iberdrola).

## Нефтегазовый сектор

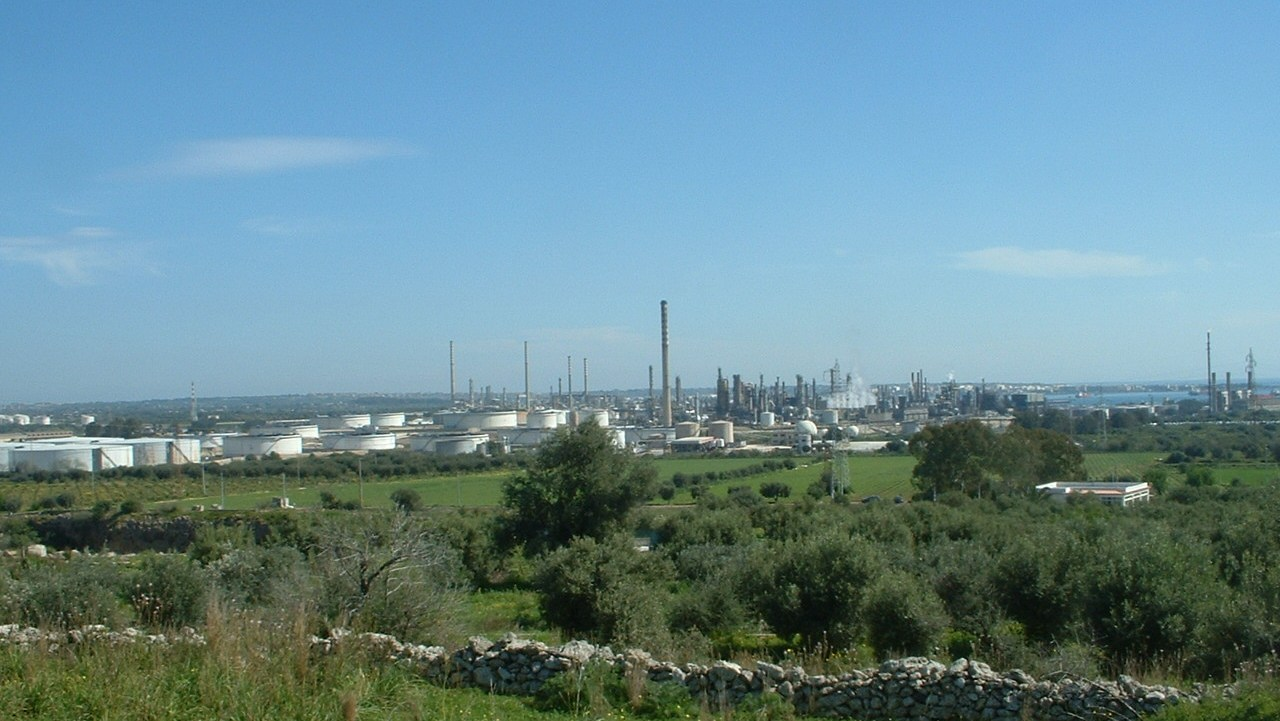
НПЗ в Аугусте

Крупными итальянскими нефтеперерабатывающими заводами владеют следующие компании:
- Sonatrach (Алжир) контролирует НПЗ в Аугусте;
- G.O.I. Energy (Кипр) контролирует НПЗ в Приоло-Гаргалло[19];
- Kuwait Petroleum International (Кувейт) контролирует 50 % НПЗ в Милаццо;

В районе Аугуста — Приоло-Гаргалло расположен нефтехимический комплекс, в котором работают заводы компаний ExxonMobil (США) и Sasol (ЮАР).
Значительными институциональными инвесторами крупнейшей итальянской нефтегазовой группы Eni являются американские компании The Vanguard Group (1,7 %), GQG Partners (1,23 %), MFS Investment Management (0,81 %) и BlackRock (0,71 %), норвежская компания Norges Bank Investment Management (1,66 %), французская компания Amundi Asset Management (0,84 %) и британская компания Schroder Investment Management (0,56 %).
Крупнейшими сетями АЗС с иностранным капиталом являются Q8 (Kuwait Petroleum Italia), Esso и Tamoil.

## Химический сектор
Крупнейшими итальянскими химическими компаниями с иностранным капиталом являются MaxMeyer (входит в состав американской группы PPG Industries), Oleoblitz (входит в состав малазийской группы Petronas) и Sicrem (входит в состав австрийской группы Glanzstoff). Кроме того, в Италии работают компании LyondellBasell (Великобритания), Solvay (Бельгия), BASF (Германия), Air Liquide (Франция), The Linde Group (Великобритания), Henkel (Германия) и Dow Inc. (США).

## Фармацевтический сектор
Италия является одним из крупнейших производителей лекарств и ингредиентов в Европе. Крупнейшими фармацевтическими компаниями Италии являются Pfizer (США), AstraZeneca (Великобритания), Sanofi (Франция), GlaxoSmithKline (Великобритания), Johnson & Johnson (США), Novartis / Sandoz (Швейцария), MSD (США), Bayer (Германия), Eli Lilly and Company (США), Roche Holding (Швейцария), Bristol Myers Squibb (США), Merck Serono (Германия), Baxter International (США), Takeda Pharmaceutical (Япония), Wyeth (США), Novo Nordisk (Дания), Amgen (США), Teva Pharmaceutical Industries (Израиль), Biogen (США), Viatris (США) и Thermo Fisher Scientific (США).
Крупнейшими акционерами фармацевтической компании Kedrion (Барга) являются британская группа Permira и суверенный фонд ОАЭ.

## Электронный сектор
Крупными разработчиками и производителями полупроводников, электроники, телекоммуникационного и медицинского оборудования являются STMicroelectronics (Швейцария), Thales (Франция), Philips (Нидерланды), ABB (Швеция / Швейцария), Siemens (Германия), Emerson Electric и GE Healthcare (США), Nokia Networks (Финляндия).

## Сектор бытовой техники

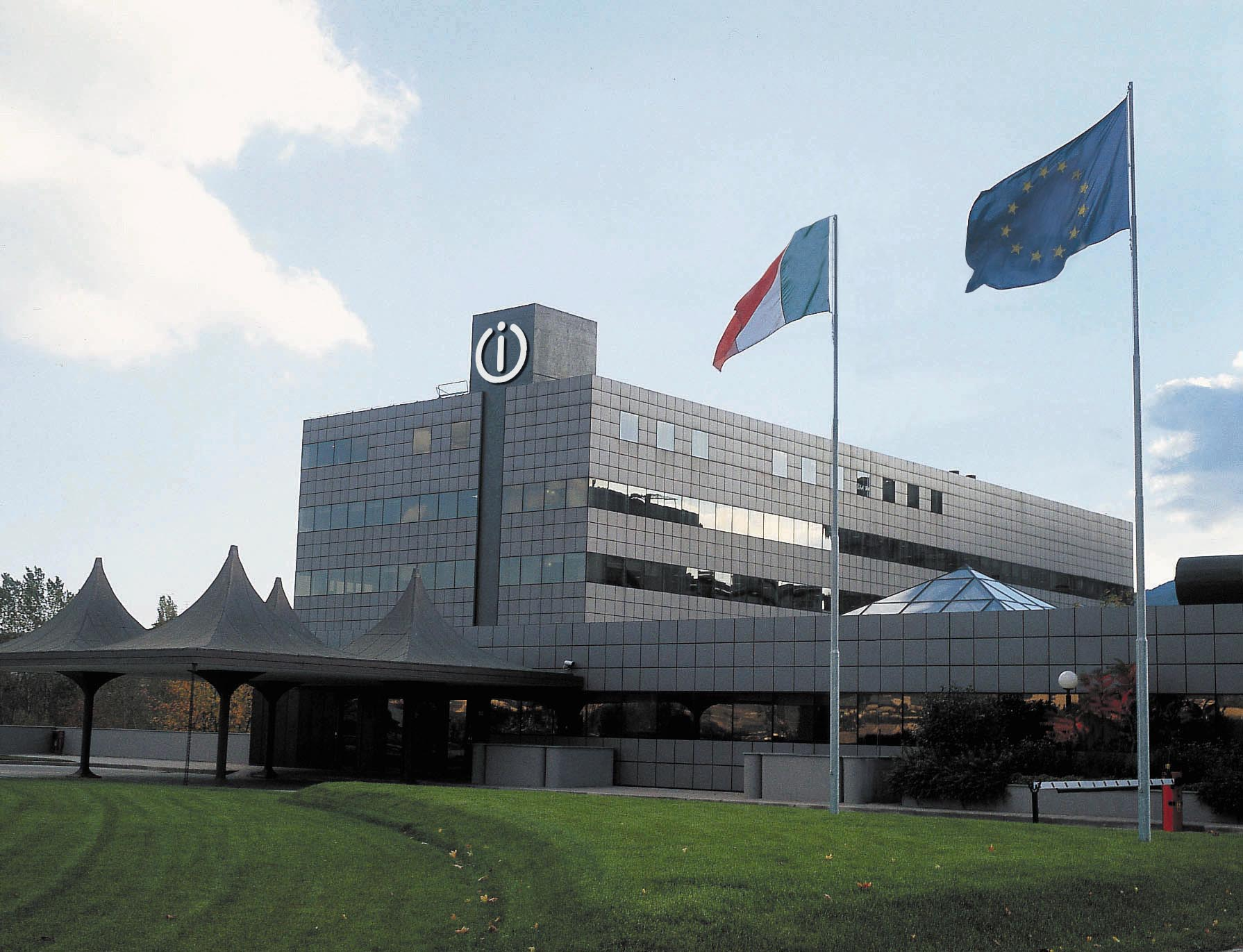
Штаб-квартира Indesit в Фабриано

Крупнейшим производителем бытовой техники в Италии является американская компания Whirlpool Corporation, владеющая известными итальянскими брендами Indesit, Ariston и Ignis. Производитель бытовой техники Zanussi (Порденоне) входит в состав шведской группы Electrolux, а производитель бытовой техники Candy (Бругерио) — в состав китайской группы Haier Smart Home. 
Производители кондиционеров Riello (Леньяго) и Delchi (Вилласанта) входят в состав американской группы Carrier Corporation, производитель отопительных систем Baxi (Бассано-дель-Граппа) входит в состав нидерландской группы BDR Thermea, производитель отопительных систем DeLclima (Тревизо) входит в состав японской группы Mitsubishi Electric. Производитель кофемашин Saeco (Гаджо-Монтано) входит в состав нидерландской группы Philips. Производитель вытяжек Faber (Фабриано) входит в состав швейцарской группы Franke. Производитель домофонов и систем «умного дома» Bticino (Варезе) входит в состав французской группы Legrand.

## Машиностроение

### Аэрокосмическое
Компания Avio Aero (подразделение американской группы GE Aviation) производит авиадвигатели в Ривальта-ди-Торино, Камери Бриндизи и Помильяно-д’Арко. Компания ATR (совместное предприятие Airbus Group и Leonardo) производит авиационные комплектующие в Помильяно-д’Арко. Компания Piaggio Aerospace (принадлежит эмиратской Mubadala Investment Company) производит самолёты, авиадвигатели и другие комплектующие в Генуе, Вилланова-д’Альбенга и Финале-Лигуре. Компания Microtecnica (подразделение американской группы United Technologies) производит гидравлические компоненты и системы кондиционирования для самолётов.

### Транспортное
Крупнейшими итальянскими производителями железнодорожного подвижного состава и железнодорожного сигнального оборудования являются компании Alstom Ferroviaria (Савильяно), входящая в состав французской группы Alstom; Hitachi Rail Italy (Пистоя) и Hitachi Rail STS (Генуя), входящие в состав японской группы Hitachi Rail.
Производитель мотоциклов Ducati Motor Holding (Болонья) входит в состав немецкой группы Volkswagen; производитель мотоциклов Benelli — в состав китайской группы Qianjiang Motorcycle; производитель мотоциклов Moto Morini — в состав китайской группы Zhongneng Vehicle Group; производитель мопедов и электроскутеров Atala — в состав нидерландской группы Accell. Производитель мотоциклов Bimota на 49,9 % принадлежит японской группе Kawasaki Heavy Industries.
Турецкая компания Karsan является крупным акционером производителя автобусов Industria Italiana Autobus. Производитель моторных яхт Ferretti Group входит в состав китайской Weichai Holding Group.

### Сельскохозяйственное
Производитель сельскохозяйственной техники New Holland Agriculture входит в состав нидерландской группы CNH Industrial, производитель тракторов Arbos входит в состав китайской группы Lovol Heavy Industry, производитель тракторов Goldoni — в состав бельгийской группы Keestrack.

## Сектор промышленного оборудования
Крупнейшими итальянскими производителями энергетического оборудования являются компании Nidec ASI (Милан), входящая в состав японской группы Nidec, и Ansaldo Energia (Генуя), 40 % акций которой принадлежит китайской Shanghai Electric Group. Также различное энергетическое, электротехническое, гидравлическое и климатическое оборудование в Италии производят компания Ducati Energia (Болонья), входящая в состав немецкой группы Volkswagen, американская группа General Electric, шведско-швейцарская группа ABB, японская группа Mitsubishi Electric, швейцарская группа Endress+Hauser и немецкая группа Leoni. Крупнейшим итальянским производителем нефтегазового оборудования является американская группа Baker Hughes. Компания Berco (Коппаро), входящая в состав немецкой группы ThyssenKrupp, производит различные комплектующие для дорожно-строительной, горнодобывающей, погрузочной, лесной и сельскохозяйственной техники.

## Военный сектор
Италия является крупным производителем вооружений, в этой сфере она имеет тесную кооперацию с Францией, Великобританией, Германией и Испанией. Компания MBDA (совместное предприятие французской Airbus, британской BAE Systems и итальянской Leonardo) производит ракетные системы в Специи, Риме и Баколи.
Франко-итальянский производитель спутников и другого космического оборудования Thales Alenia Space (совместное предприятие французской Thales и итальянской Leonardo) имеет предприятия в Турине, Горгондзоле, Флоренции, Риме и Л’Акуиле. В сфере космических услуг также работает компания Telespazio (Рим), которая является совместным предприятием Leonardo и Thales. Французская Nexter Systems владеет итальянским производителем боеприпасов Simmel Difesa (Коллеферро).

## Пищевой сектор

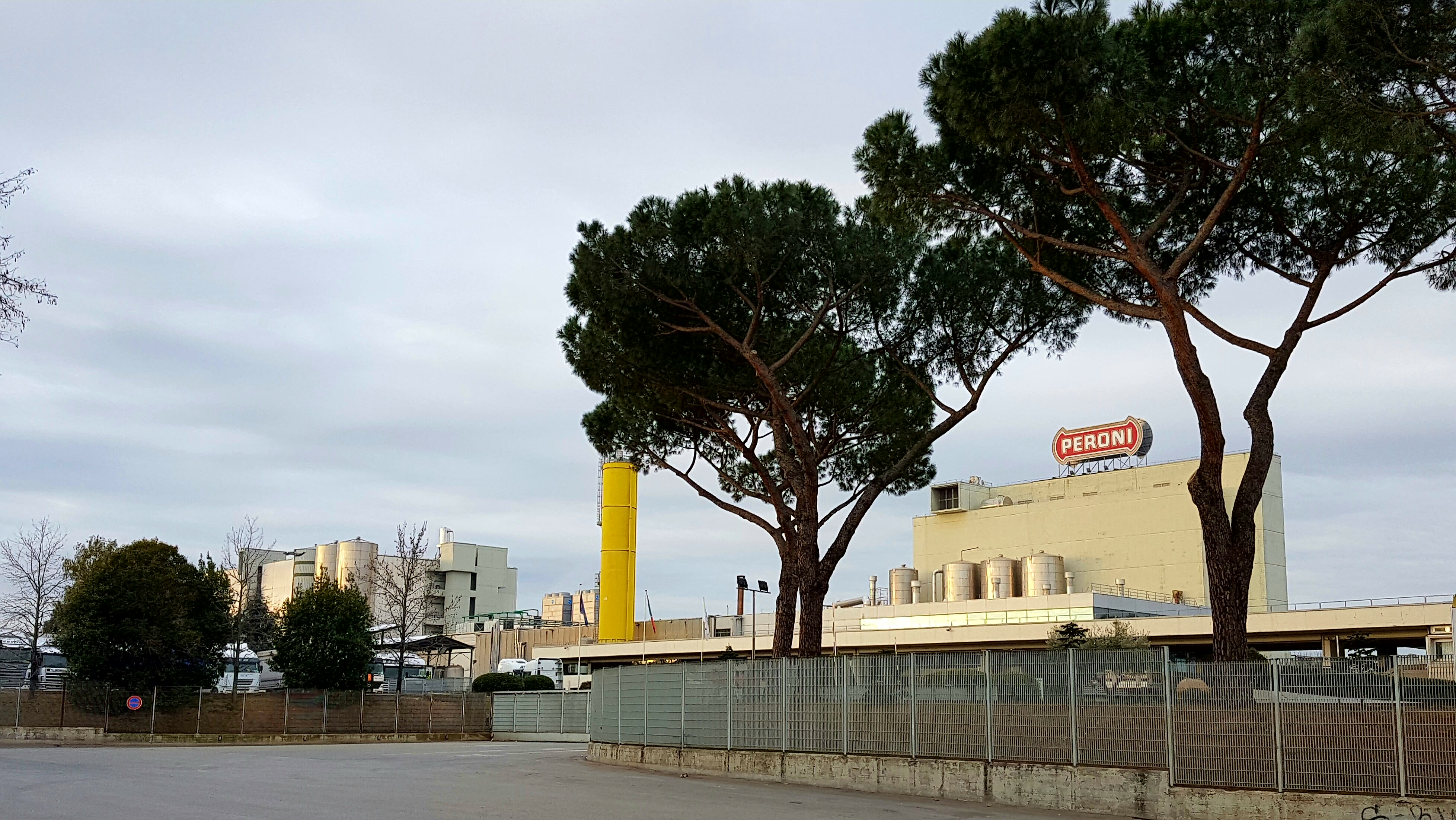
Пивоваренный завод Peroni в Риме

На рынке напитков Италии представлены такие международные корпорации, как Coca-Cola HBC и Nestlé (Швейцария), PepsiCo (США), Heineken (Нидерланды), Carlsberg Group (Дания), Anheuser-Busch InBev (Бельгия) и Asahi (Япония); на рынке продуктов питания и пищевых ингредиентов — Nestlé (Швейцария), Mondelēz International, Mars, Cargill, Bunge, Kraft Heinz Company, General Mills и Tyson Foods (США), Lactalis и Roquette Frères (Франция), Unilever (Великобритания) и JBS (Бразилия).
Крупнейшими итальянскими производителями продуктов питания и напитков с иностранным капиталом являются:
- Молочная компания Parmalat (Коллеккьо) входит в состав французской группы Lactalis;
- Кондитерская компания Perfetti (Лайнате) входит в состав нидерландской группы Perfetti Van Melle;
- Кондитерская компания Dolciaria Balconi (Милан) входит в состав ирландской группы Valeo Foods;
- Кондитерская компания Caffarel (Лузерна-Сан-Джованни) входит в состав швейцарской группы Lindt & Sprüngli;
- Кондитерская компания Pernigotti (Нови-Лигуре) принадлежит американской группе JPMorgan Chase;
- Кондитерская компания Perugina (Перуджа) входит в состав швейцарской группы Nestlé;
- Производитель макарон и соусов Buitoni (Милан) входит в состав швейцарской группы Nestlé;
- Производитель минеральной воды Sanpellegrino (Сан-Пеллегрино-Терме) входит в состав швейцарской группы Nestlé;
- Производитель вермута и вин Martini & Rossi (Кьери) входит в состав бермудской группы Bacardi;
- Пивоваренная компания Birra Moretti (Удине) входит в состав нидерландской группы Heineken;
- Пивоваренная компания Ichnusa (Ассемини) входит в состав нидерландской группы Heineken;
- Пивоваренная компания Birra Messina (Мессина) входит в состав нидерландской группы Heineken;
- Пивоваренная компания Birrificio Angelo Poretti (Индуно-Олона) входит в состав датской Carlsberg Group;
- Пивоваренная компания Peroni (Рим) входит в состав японской группы Asahi;
- Пивоваренная компания Birra del Borgo (Боргорозе) входит в состав бельгийской группы Anheuser-Busch InBev;
- Производитель оливкового масла Carapelli (Таварнелле-Валь-ди-Пеза) входит в состав испанской группы Deoleo;
- Производитель мороженого Gromart (Турин) входит в состав британской группы Unilever.

## Металлургия
Сталелитейный комбинат в Таранто контролирует люксембургская группа ArcelorMittal. Сталепрокатная компания Gruppo Lucchini входит в состав российской группы Северсталь. Сталелитейная компания Ferriera Valsider входит в состав украинской группы Метинвест. Производитель чугуна и литья для автомобильной промышленности Teksid входит в состав нидерландской группы Stellantis.

## Сектор стройматериалов
Крупнейшим производителем цемента и бетона является компания Italcementi, входящая в состав немецкой группы HeidelbergCement.

## Бумажный сектор
Крупнейший итальянский производитель бумаги Fedrigoni принадлежит американской группе Bain Capital.

## Розничная торговля

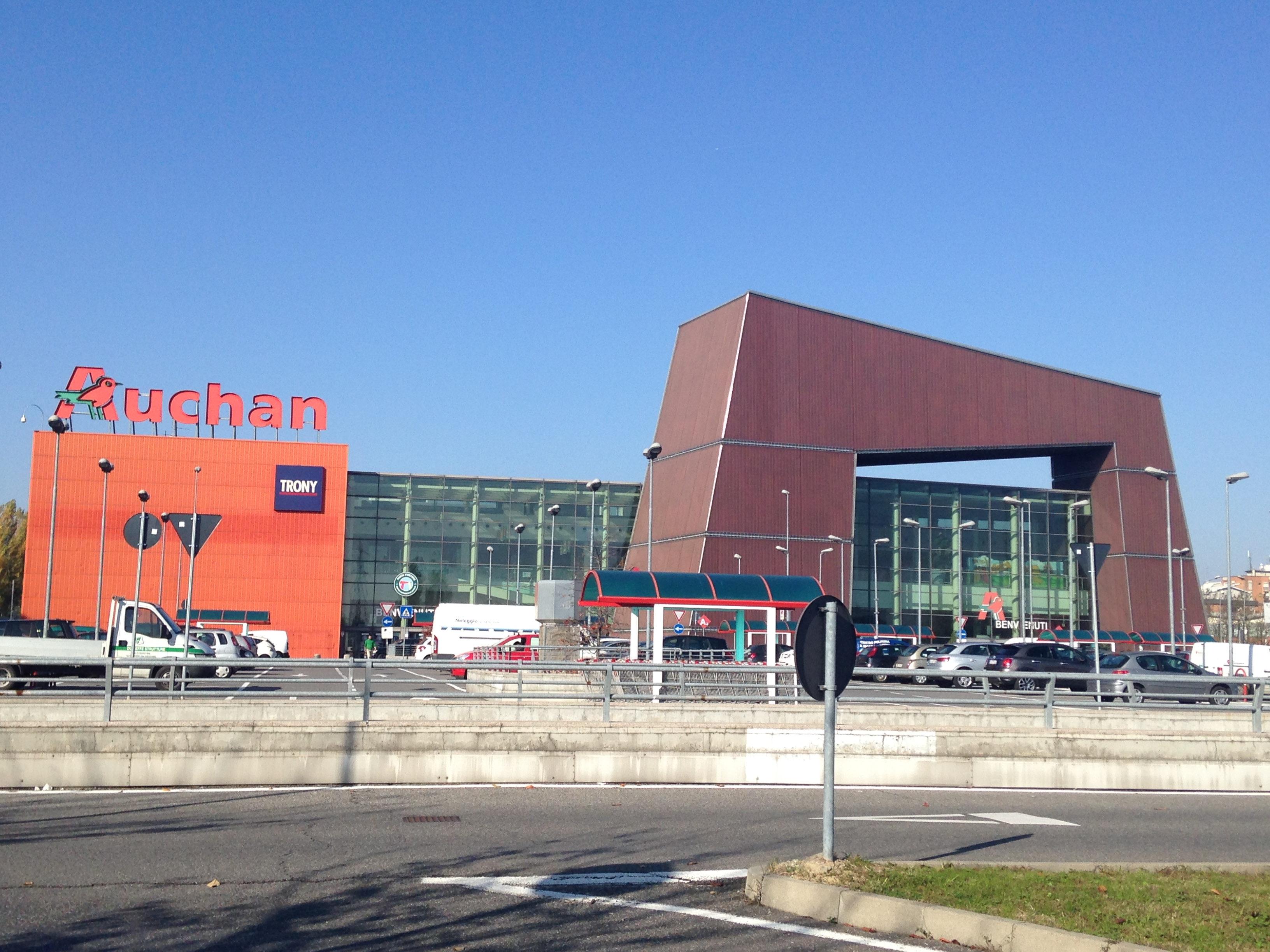
Супермаркет Auchan в Чезано-Босконе

Крупнейшими иностранными сетями супермаркетов и гипермаркетов в Италии являются Carrefour, Carrefour Express и Auchan (Франция), Lidl, Metro, Rewe Group / Penny Market и Aldi (Германия), Spar / Despar (Нидерланды) и MPreis (Австрия). Крупнейшими сетями магазинов мебели и товаров для дома являются Leroy Merlin (Франция) и IKEA (Нидерланды); крупнейшими сетями магазинов косметики и парфюмерии — Sephora (Франция), Douglas (Германия) и Marionnaud (Франция). Французская группа Iliad SA является крупнейшим акционером самой большой итальянской сети магазинов электроники и бытовой техники Unieuro. Швейцарская группа Dufry владеет крупнейшей итальянской сетью магазинов беспошлинной торговли World Duty Free.

## Индустрия моды

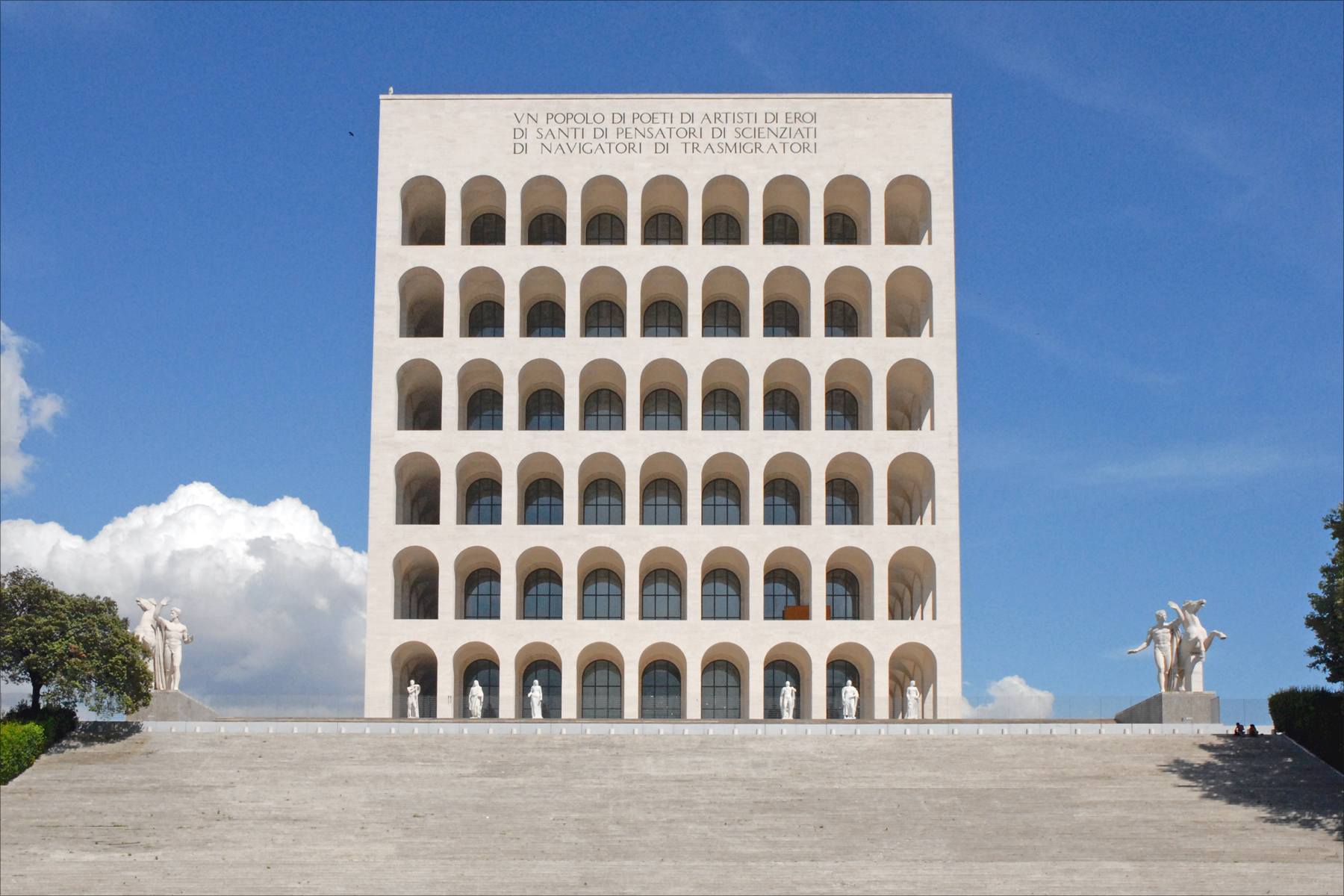
Римская штаб-квартира Fendi

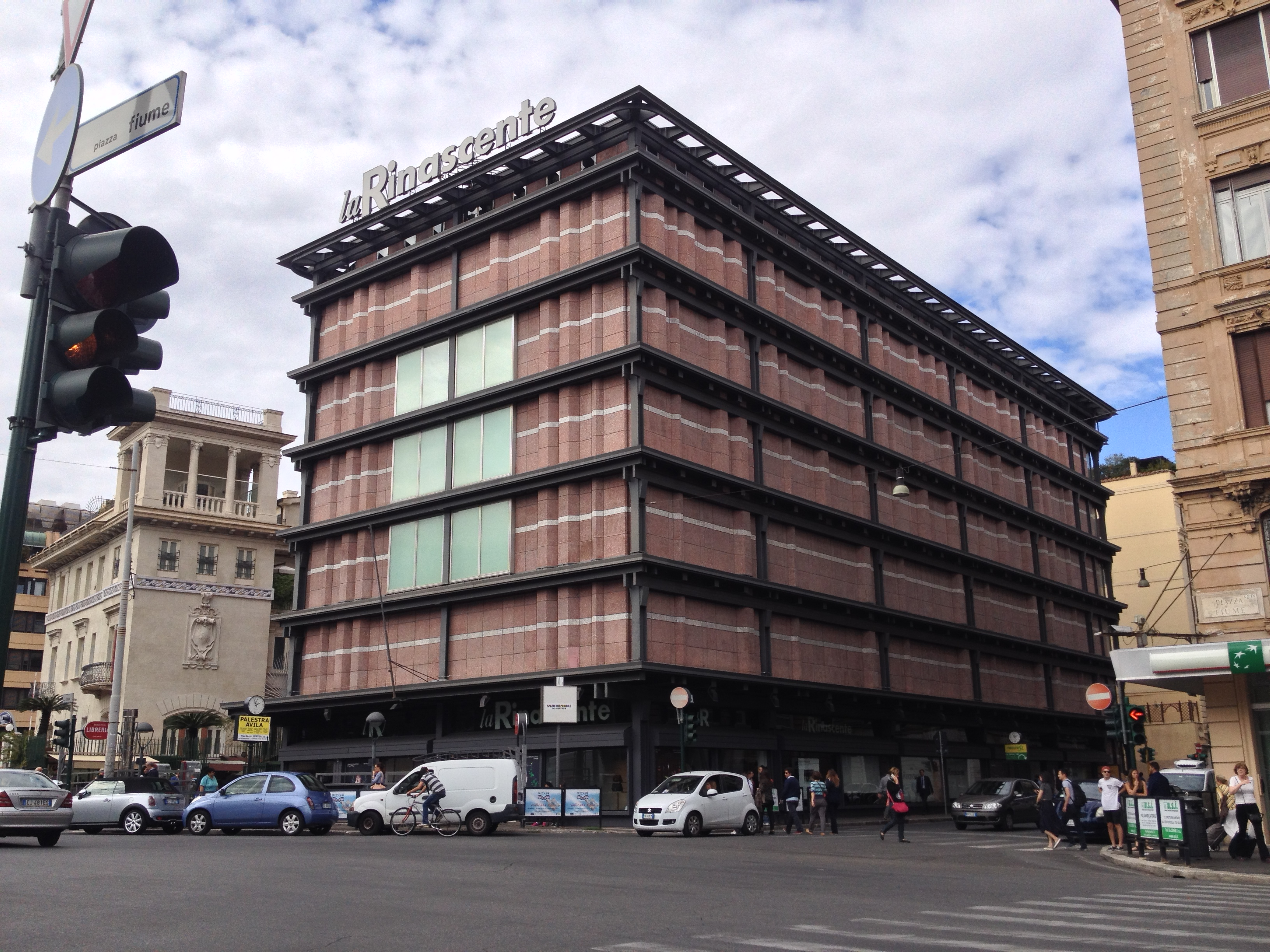
La Rinascente в Риме

В итальянской индустрии моды (одежда, обувь, головные уборы, аксессуары, очки, парфюмерия, косметика, ювелирные изделия и часы) значительное присутствие имеют два французских конгломерата — Kering (бренды Gucci, Bottega Veneta, Brioni и Pomellato) и LVMH (бренды Bulgari, Fendi, Loro Piana, Emilio Pucci и Acqua di Parma). Британская группа Capri Holdings владеет брендами Versace и Versus; катарская группа Mayhoola for Investments — брендами Valentino, Missoni и Pal Zileri; голландская группа Tennor Holding — брендом La Perla; китайская группа Fosun International — брендами Sergio Rossi и Caruso; китайская Trendy International Group — брендом Miss Sixty; китайская группа Marisfrolg Fashion — брендом Krizia; американская группа VF Corporation — брендом Napapijri; испанская группа PHI Industrial — брендом Boglioli; британская группа Change Capital Partners — брендом Frette; британская группа Permira — брендом Golden Goose; бахрейнская группа Investcorp — брендом Corneliani.
Британская группа Farfetch владеет итальянским холдингом New Guards Group, который управляет брендами Off-White, Opening Ceremony, Alanui, Palm Angels, Kirin, A Plan Application, Marcelo Burlon, Heron Preston, Unravel Project и Ambush. Британский холдинг Pentland Group владеет итальянским производителем спортивной одежды Ellesse. Франко-итальянская группа EssilorLuxottica управляет брендами Luxottica, Ray-Ban, Persol, Oakley, LensCrafters, Costa Del Mar и Oliver Peoples. Швейцарская группа Richemont контролирует ювелирные и часовые компании Buccellati и Officine Panerai, а люксембургская группа Leading Jewels — ювелирный дом Damiani. Тайский холдинг Central Group владеет сетью модных универмагов La Rinascente.

## Гостиничный сектор

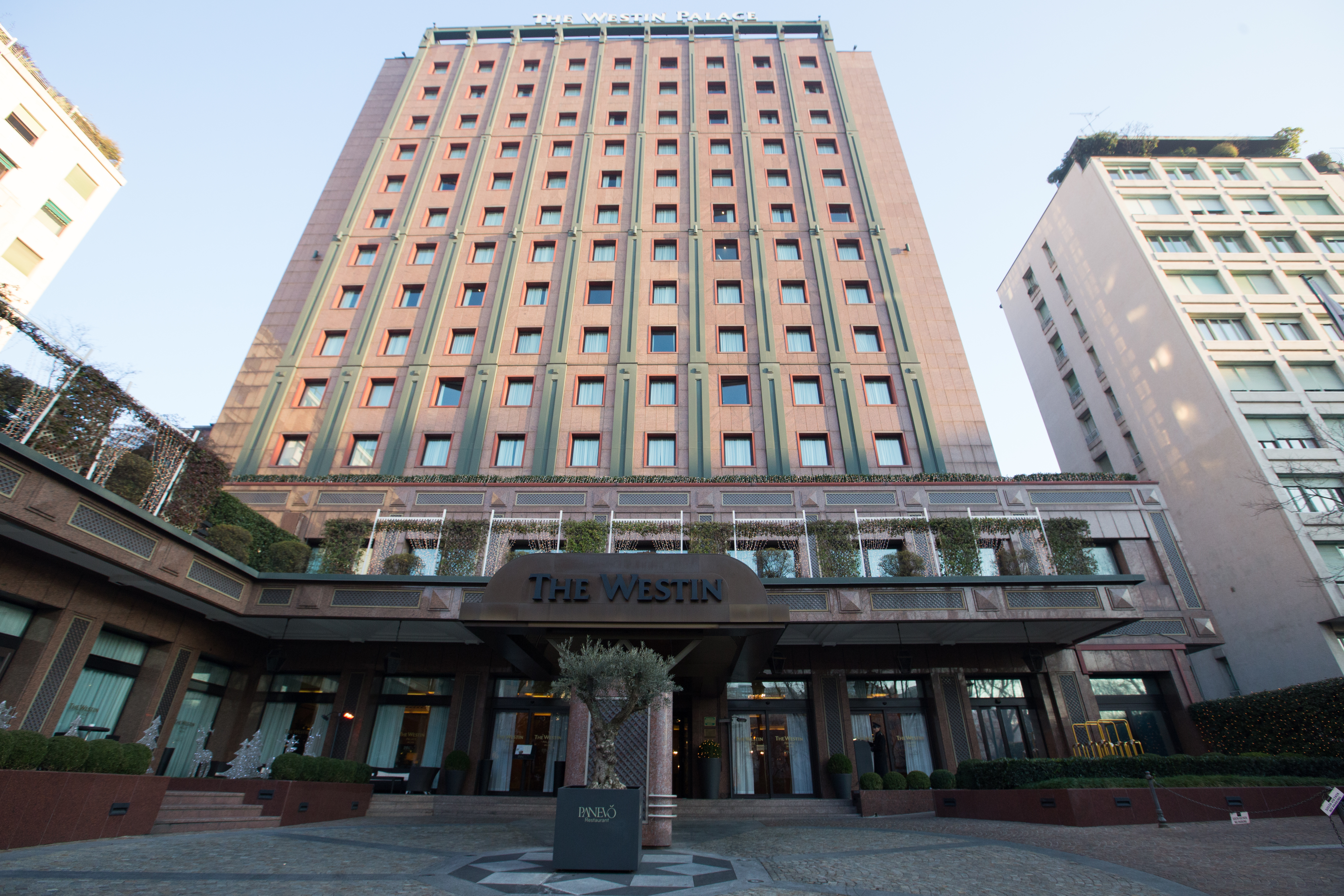
Отель сети Westin в Милане

Международные корпорации доминируют на рынке сетевых отелей Италии. Крупнейшими гостиничными операторами на итальянском рынке являются BWH Hotel Group (США, включая сети Best Western, Best Western Plus, Best Western Premier и WorldHotels); Accor (Франция, включая сети Mercure, Novotel, MGallery, Ibis Styles и Ibis); Marriott International (США, включая сети AC Hotels, Sheraton, Marriott, The Luxury Collection, Four Points и Westin); Minor Hotels (Таиланд, включая сети NH Hotels и NH Collection); B&B Hotels (Франция); Hilton Hotels & Resorts (США, включая сети Hilton, Hilton Garden Inn и DoubleTree); IHG Hotels & Resorts (Великобритания, включая сети Holiday Inn, Holiday Inn Express и Crowne Plaza); Grupo Hotusa (Испания, включая сеть Eurostars Hotels); Radisson Hotel Group (США, включая сети Radisson и Radisson Blu); The Leading Hotels of the World (США); Choice Hotels (США); TUI Group (Германия, включая сеть Blue Hotels) и Westmont Hospitality Group (Канада).

## Ресторанный сектор
Британская группа BC Partners контролирует итальянскую компанию Cigierre (Таваньякко), которая управляет сетями ресторанов быстрого питания Old Wild West, America Graffiti, Wiener Haus, Pizzikotto, Shi's и Temakinho. Британская группа Permira контролирует сеть ресторанов La Piadineria. Кроме того, крупными сетями ресторанов и кофеен владеют корпорации McDonald’s (США), Burger King (США), KFC (США), Starbucks (США), Subway (США) и The Restaurant Group (Великобритания).